# Wollerstorf
 Wollerstorf  ist eine Ortschaft der Stadt Wittingen im niedersächsischen Landkreis Gifhorn.

## Geografie
Der Ort liegt nordwestlich des Kernbereichs von Wittingen. Westlich vom Ort verläuft der Elbe-Seitenkanal. Die 43,1 km lange Ise, die in Gifhorn in die Aller mündet, fließt westlich und nördlich. Nordwestlich erstreckt sich das 834 ha große Naturschutzgebiet Schweimker Moor und Lüderbruch.
Die B 244 verläuft südlich vom Ort.

## Geschichte
Im Jahr 1244 übertrug der Herzog Otto das Kind  das Eigentum seines Dorfes Woltersdorf mit der dabei liegenden Mühle "...uillam suam Wolderesthorep cum molendino adiacente..." dem Zisterzienser-Mönchskloster in (Alt) Isenhagen.
1670 bestand der Ort Woltterstorf aus 4 Vollhöfen, 3 Halbhöfen und einer Kötnerstelle.
Am 1. März 1974 wurde Wollerstorf zusammen mit den damaligen Gemeinden Darrigsdorf, Erpensen, Gannerwinkel, Glüsingen, Kakerbeck, Lüben, Rade, Stöcken und Suderwittingen in die Stadt Wittingen eingemeindet.

## Politik
Ortsvorsteher ist Heinrich Dralle.

## Bilder

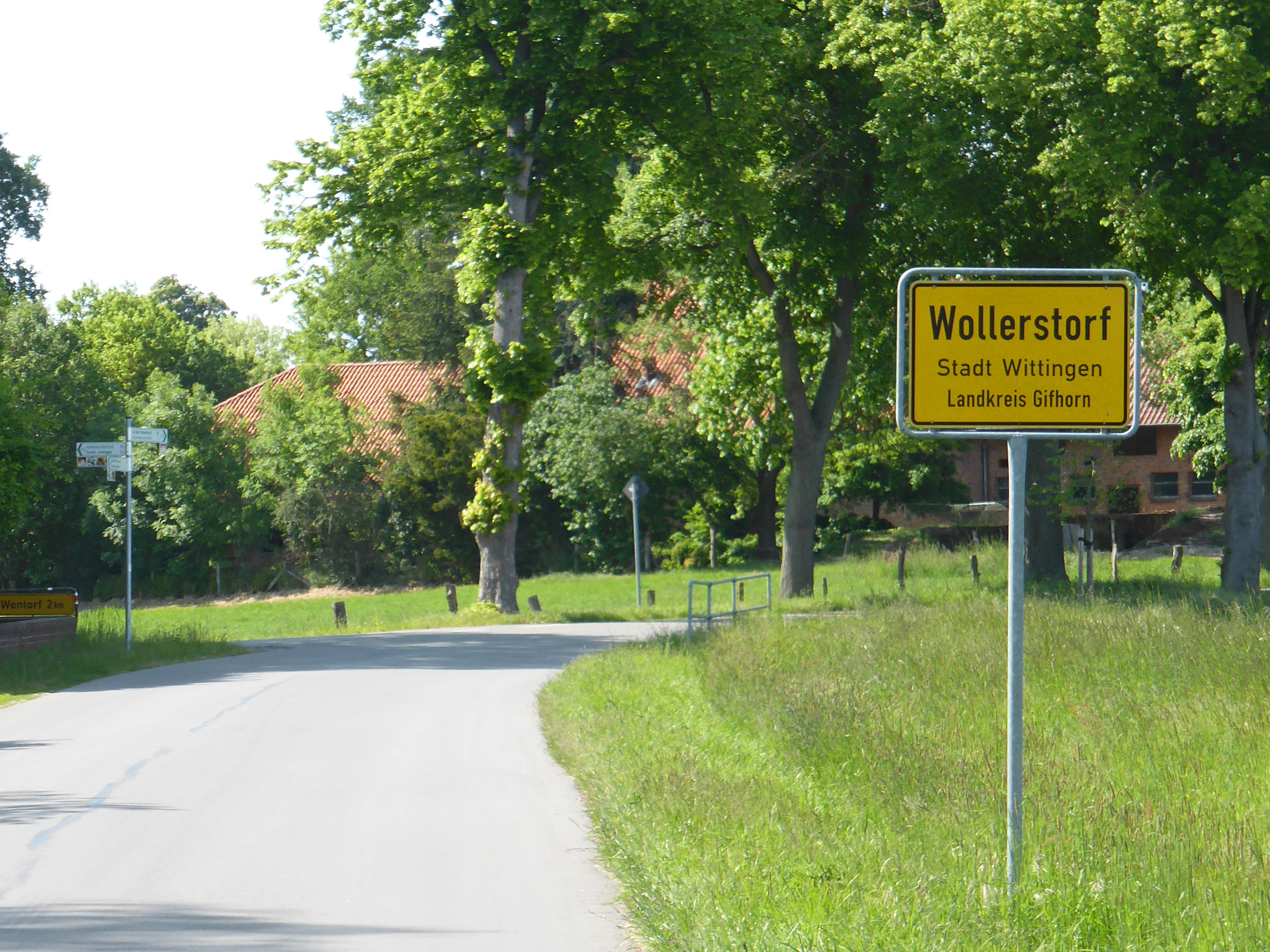
Ortseingang
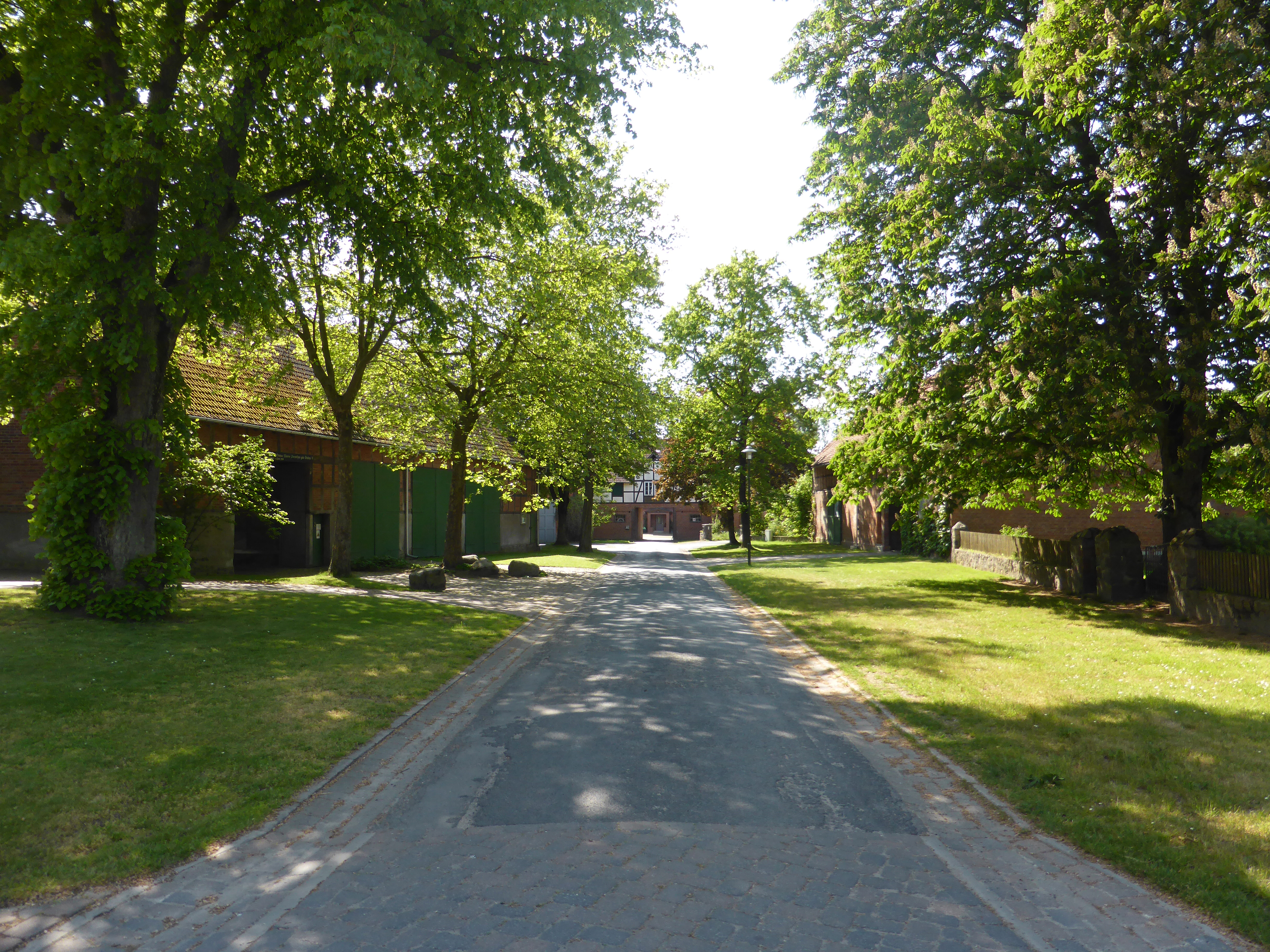
Ortsmitte
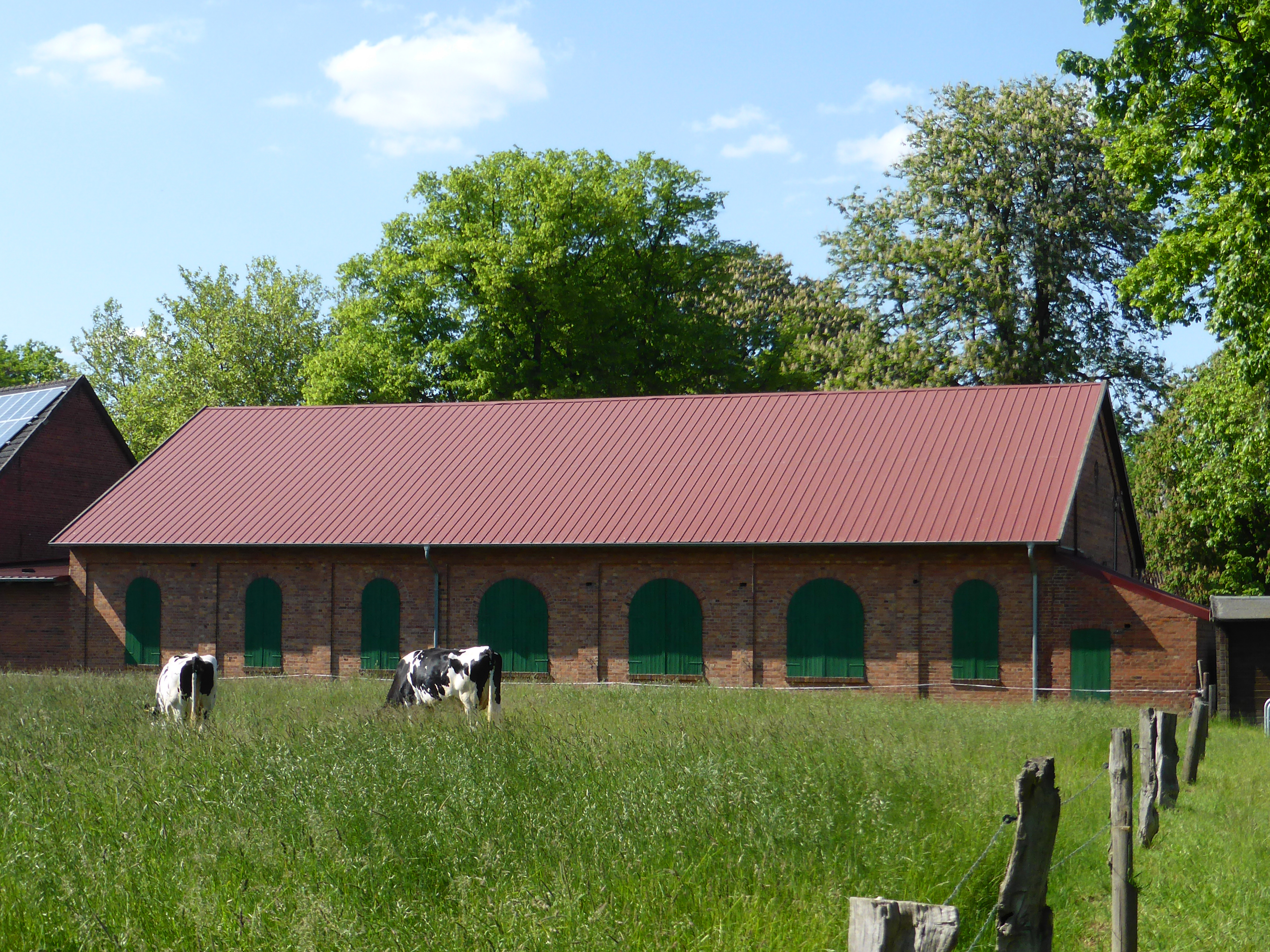
Dorfgemeinschaftshaus